# Zosterop de les Filipines
El zosterop de les Filipines (Zosterops meyeni) és un ocell de la família dels zosteròpids (Zosteropidae).

## Hàbitat i distribució
Habita boscos, clars, terres de conreu i matolls de les illes Filipines septentrionals de Batan, Luzon, Lubang, Verde i Banton.